# کمیسیون پیل
کمیسیون پیل که به طور رسمی با نام کمیسیون سلطنتی فلسطین شناخته می شود، یک کمیسیون تحقیق سلطنتی بریتانیا به ریاست لرد پیل بود که در سال 1936 پس از اعتصاب عمومی شش ماهه اعراب، برای بررسی علل درگیری در فلسطین تحت قیمومیت بریتانیا منصوب شد.
در 7 ژوئیه 1937، کمیسیون گزارشی را منتشر کرد که برای اولین بار بیان کرد که قیمومیت جامعه ملل غیرقابل اجرا شده است و تقسیم بندی را توصیه کرد. کابینه بریتانیا اصولاً طرح تقسیم را تأیید کرد، اما اطلاعات بیشتری را درخواست کرد. در سال 1938 کمیسیون وودهد تشکیل شد تا آن را با جزئیات بررسی کند و یک طرح تقسیم واقعی را توصیه کند.
رهبری عرب با طرح تقسیم مخالفت کرد. کمیته عالی عرب با ایده یک کشور یهودی مخالفت کرد و خواستار تشکیل کشور مستقل فلسطین، «با حمایت از تمامی حقوق قانونی یهودیان و سایر اقلیت ها و حفظ منافع معقول بریتانیا» شد. آنها همچنین خواستار توقف مهاجرت یهودیان و خرید زمین شدند. آنها استدلال کردند که ایجاد یک کشور یهودی و فقدان فلسطین مستقل، خیانت به قولی است که بریتانیا داده است.
رهبران رژیم صهیونیستی بر سر این طرح به شدت اختلاف داشتند. در قطعنامه ای که در کنگره 1937 رژیم صهیونیستی به تصویب رسید، نمایندگان طرح خاص تقسیم را رد کردند. با این حال، به طور کلی تصور می شود که اصل تقسیم توسط هیچ جناح بزرگی "پذیرفته شده" یا "به طور کامل رد نشده است": نمایندگان به رهبری اختیار دادند تا مذاکرات آینده را دنبال کند. شورای آژانس یهود بعداً درخواستی برای تشکیل کنفرانسی برای بررسی یک حل و فصل صلح آمیز از نظر فلسطین تجزیه ناپذیر پیوست.[4] به گفته بنی موریس، بن گوریون و وایزمن آن را "به عنوان پله ای برای گسترش بیشتر و تصرف نهایی کل فلسطین" می دانستند.

## تاریخچه
با فروپاشی امپراتوری عثمانی در پایان جنگ جهانی اول، بریتانیا از سوی جامعه ملل مأموریت یافت تا منطقه موسوم به فلسطین را اداره کند. این فرمان تا زمانی که بریتانیا در سال 1948 از آن خارج شد، به قوت خود ادامه داد. با این حال، این راه حل به مشکلات دیگری منجر شد، زیرا بریتانیا به دنبال احترام به بیانیه بالفور و در عین حال محافظت از حقوق ساکنان قبلی قلمرو بود. دولت بریتانیا احتمالات متعددی از جمله تقسیم را برای منطقه بررسی کرد.
این کمیسیون در زمان افزایش خشونت ایجاد شد. درگیری های جدی بین اعراب و یهودیان در سال 1936 آغاز شد. در 11 نوامبر 1936، کمیسیون برای بررسی دلایل قیام وارد فلسطین شد. وظیفه این کمیسیون تعیین علت شورش ها و قضاوت در مورد شکایات دو طرف بود. حییم وایزمن به نمایندگی از یهودیان سخنرانی کرد. در 25 نوامبر 1936، وایزمن در اظهارات خود در برابر کمیسیون پیل گفت که در اروپا شش میلیون یهودی وجود دارد... "جهان برای آنها به مکان هایی تقسیم شده است که آنها نمی توانند زندگی کنند و مکان هایی که نمی توانند وارد شوند."
مفتی بیت المقدس حاج امین الحسینی در مقابل کمیسیون شهادت داد و با هرگونه تقسیم سرزمین های عربی با یهودیان مخالفت کرد. او خواستار توقف کامل مهاجرت یهودیان شد. اگرچه اعراب به تحریم رسمی کمیسیون ادامه دادند، اما احساس فوریت برای پاسخ به درخواست وایزمن برای بازگرداندن آرامش وجود داشت. شهردار سابق اورشلیم، راغب بیگ النشاشیبی که رقیب مفتی در عرصه داخلی فلسطین بود، از طریق کانال های غیررسمی برای توضیح دیدگاه اعراب فرستاده شد.
در سال 1981 فاش شد که اداره سیاسی آژانس یهود میکروفون‌هایی را در اتاقی که کمیسیون در آن جلسه تشکیل می‌داد نصب کرده بود و بن گوریون می‌توانست رونوشت‌های شواهدی را که در دوربین نگه داشته شده بود بخواند.